# Hobultova, Volodîmîr-Volînskîi
Hobultova (în ucraineană Хобултова) este localitatea de reședință a comunei Hobultova din raionul Volodîmîr-Volînskîi, regiunea Volînia, Ucraina.

## Demografie
Componența lingvistică a localității Hobultova
     Ucraineană (99,73%)
     Alte limbi (0,28%)
Conform recensământului din 2001, majoritatea populației localității Hobultova era vorbitoare de ucraineană (99,73%), existând în minoritate și vorbitori de alte limbi.